# ニューストルネード
ニューストルネード（英語：News Tornado、繁体字中国語：新聞龍捲風）は2012年に放送を開始した台湾の時事討論テレビ番組である。

## 概要
6月25日からは中天新聞台チャンネルで放送され、気象プレゼンター戴立綱が司会を務める。討論の主題は多岐にわたり政治、経済、事件、台湾の歴史、宗教、民族、天文、地理などの問題をゲストと共に議論する。

## スローガン
- 繁体字中国語：上知天文、下知地理。[2]

- 日本語：上は天文を知り、下は地理を知れば。[3][4]

## スペシャルレポート

### 2013
- 洪仲丘事件[5][6][7][8][9][10][11][12][13][14][15][16][17][18][19]

### 2014
- ひまわり学生運動[20][21]
- 台北地下鉄通り魔事件[22][23]
- 高雄ガス爆発事故[24][25][26][27][28][29][30]

### 2015
- zh:高雄監獄挾持事件

### 2016
- 2016年9月3日示威運動 [31]

### 2017
- 豬哥亮さんがスペシャルレポート[32][33][34][35][36][37][38][39]

### 2018
- 2018年中華民国統一地方選挙

### 2020
- 2020年中華民国総統選挙[40][41][42]
- zh:2020年高雄市市長韓國瑜罷免案[43]